# Charles Montagu, 1r comte de Halifax
Charles Montagu, primer comte d'Halifax, (16 d'abril de 1661 - 19 de maig de 1715), va ser un estadista i poeta anglès. Era net del primer comte de Manchester i finalment es va ennoblir ell mateix, primer com a baró Halifax el 1700 i més tard com a comte de Halifax el 1714. Com un dels tres membres de l'anomenat Whig Junto, que va ser el nom que varen donar-se els dirigents del Partit Whig duran el regnat de Guillem III, Montagu va tenir un paper important. en la política anglesa sota els regnats del rei Guillem III i la reina Anna. Va exercir com a canceller d'Hisenda del 1694 al 1699 i com a primer senyor del Tresor des del 1714 fins a la seva mort l'any següent. També va ser president de la Royal Society i mecenes del científic Isaac Newton.

## Primers anys
Charles Montagu va néixer a Horton, Northamptonshire, fill d'Elizabeth Irby i George Montagu (mort el 1681), cinquè fill de Henry Montagu, 1r comte de Manchester. Va ser educat primer al país, i després a la Westminster School.
El 1679 Montagu va ser admès al Trinity College, Cambridge. En aquell moment la seva relació, el Dr. John Montagu (Trinity), era Mestre del Trinity College i el va prendre sota la seva ala. Mentre estudiava a Cambridge, Montagu va començar una associació duradora amb Isaac Newton.
Es va graduar amb un màster el 1682 i es va convertir en Fellow of Trinity el 1683.
Dos retrats de Montagu de Godfrey Kneller es troben a la col·lecció de la Universitat de Cambridge
El 1685, els versos de Montagu sobre la mort del rei Carles II d'Anglaterra van causar tanta impressió en el Charles Sackville, 6è comte de Dorset que va ser convidat a la ciutat i presentat. a altres entreteniments. El 1687, Montagu es va unir amb Matthew Prior a The City Mouse and the Country Mouse. Poc abans de la Glorosa Revolució, es va casar amb la vídua del seu cosí, la comtessa vídua de Manchester. A les eleccions generals angleses de 1689, amb el suport del comte de Dorset i el Lord Tinent d'Essex, Aubrey de Vere, 20è comte d'Oxford , va disputar amb èxit la circumscripció de Maldon (Maldon) contra els conservadors John Bramston el Jove. Montagu va assistir a Maldon al Convention Parliament (1689)
També va comprar per 1.500 £ una posició com a Clerk of the Privy Council (Regne Unit), al qual va ser nomenat el 21 de febrer de 1689. Va ser retornat de nou per Maldon sense competir a les eleccions generals angleses de 1690, Charles (1661–1715), de Jermyn Street, Westminster i Bushey Park, Hampton Court, 

## Comte d'Halifax
Charles Montagu va ser nomenat vescomte de Sunbury i comte d'Halifax en l'adhesió de Jordi I de Gran Bretanya
A la mort de la reina, Montagu va ser novament nomenat un dels regents. En l'ascens de Jordi I de Gran Bretanya, va ser nomenat vescomte de Sunbury i comte d'Halifax, amb la resta dels hereus masculins, Ordre de the Garter|Cavaller de la Lliga, i Primer Senyor del Tresor, amb una subvenció al seu nebot de la reversió de l'Auditor de l'Hisenda. Poc després va morir d'una inflamació dels seus pulmons. El vescomtat i el comtat es van extingir a la seva mort, ja que no va tenir fills mentre el va succeir a la baronia segons la resta especial del seu nebot George Montagu, primer comte d'Halifax.
Es diu que Halifax va deixar a Catherine Barton, la neboda de Newton, una herència important per "la seva excel·lent conversa, tal com John Flamsteed va informar irònicament en aquell moment.
Moltes de les seves possessions van ser subhastes per Christopher Cock el 25 de març de 1740 a la seva habitació de la Gran Plaça, Covent Garden
Alexander Pope va commemorar la mort del comte en el seu poema inèdit "Adéu a Londres l'any 1715"